# Station Port-de-Piles
Station Port de Piles is een spoorwegstation in de Franse gemeente La Celle-Saint-Avant.